# Can Pou (Canet d'Adri)
Can Pou és una masia de Canet d'Adri (Gironès) protegida com a bé cultural d'interès local.

## Descripció
És una masia de planta rectangular, amb diversos cossos adossats, de planta baixa i dos pisos superiors, coberta de teula àrab a dues vessants, amb ràfec de doble fliera de rajols plans i teules, parets de pedra i morter de ciment deixant a la vista els carreus de les obertures i les cantonades. S'hi accedeic per una porta adovellada, amb una llosa plana amb una inscripció "LHS AQUEST PORTAL SE HES FET LANY 1618 ES EI IT POBILL SEBASTIA TROBAT". Les finestres amb llinda, ampit i brancals de pedra en una inscripció "1741". Les finestres de la planta pis estan emmarcades per carreus bisellats i ampit emmotllat que descansa sobre carreus. Darrere hi ha una torre adossada, de planta quadrada amb coberta de teula àrab a dues vessants, ràfec de doble filera de rajols plans i teules, parets de pedra i morter de calç, obertures en forma de finestres coronelles i mig punt. Al costat hi ha, adossat un conjunt d'antics porxos rehabilitats com a habitatge.